# Rabona

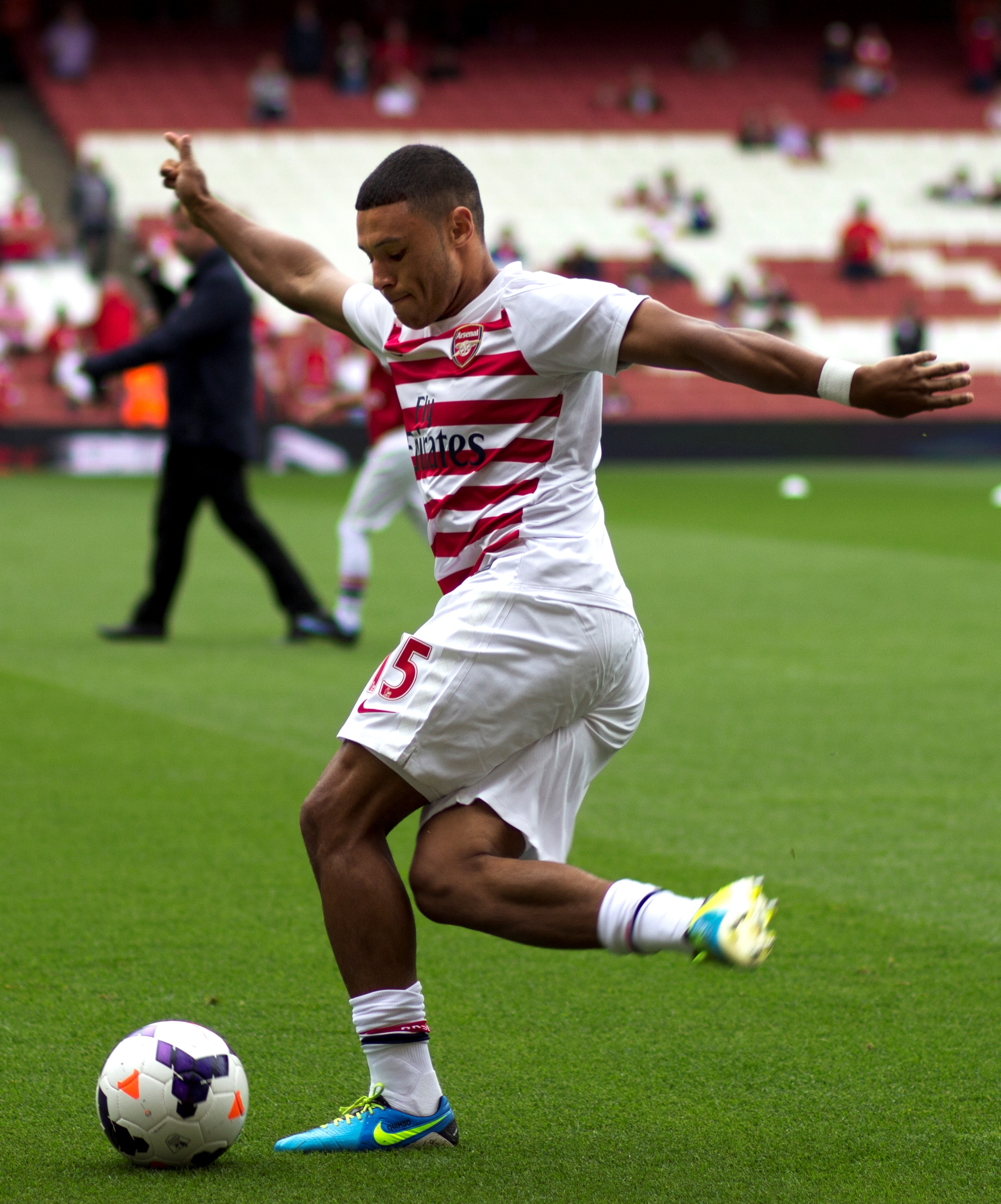
Jugador haciendo una rabona durante un precalentamiento.

La rabona es un método de golpear el balón en el fútbol, en el que la pierna que golpea la pelota pasa por detrás de la pierna que soporta todo el peso del cuerpo, es decir, cruzando ambas piernas.
Existen varias razones por las que un jugador opta por golpear de esta manera el balón: por ejemplo, un delantero zurdo se acerca hacía la portería escorado ligeramente hacía la banda derecha, pensando que su lanzamiento con la pierna derecha no puede llegar a tener una potencia o precisión adecuada, optará por efectuar la rabona en este caso. Otro ejemplo sería, un interior zurdo avanzando por la banda derecha, puede optar por efectuar el centro al área con la pierna izquierda sin tener que llegar a pararse, haciendo una rabona. El argentino Diego Armando Maradona sería un buen ejemplo para este último caso, ya que, solía efectuar esta acción para realizar tanto pases cortos como largos.
Otra razón por la que un jugador efectúa una rabona, podría ser para confundir al defensor, o simplemente para mostrar su habilidad con el balón en los pies. Este regate es considerado un detalle técnico de alto nivel cuando se ejecuta con maestría.

## Historia
Según un cuento del argentino, Gustavo Flores publicado en el libro Estudiantes, historia de 100 años, Ricardo Infante fue quien en 1948, en un partido de Estudiantes de La Plata ante Rosario Central, definió notablemente una jugada que terminó en gol. La revista El Gráfico le hizo una caricatura vestido de alumno: 'El Infante que se hizo la rabona', decía el título. Había nacido el nombre para una de las jugadas más seductoras que puede ofrecer el fútbol.
Aunque este movimiento se popularizó principalmente en los últimos años, la primera vez que se vio, por televisión, una rabona sobre un terreno de juego fue en los años 1970, jugada que fue ejecutada por el jugador italiano Giovanni Roccotelli, cuando jugaba en el Ascoli Calcio. En aquellos años, esta jugada era denominada "tiro-cruzado".
Una de las rabonas más espectaculares que se recuerdan en los últimos años sucedió en el partido que enfrentó en el año 2007 al IFK Göteborg y al Örebro SK de la liga sueca. El jugador del IFK Göteborg Andrés Vásquez efectuó una rabona desde fuera del área de penalti y consiguió anotar el gol. Este gol fue votado como el mejor gol del año tanto por los lectores del periódico Aftonbladet como por los videntes del canal TV4 de Suecia ambos medios.
La rabona de Vásquez pronto se convirtió en todo un fenómeno en todo el mundo; el video de la jugada subido en la plataforma de internet YouTube fue visto por más de un millón de personas en su primera semana. La popular rabona realizada por dicho futbolista, hizo que recibiera una oferta del seleccionador nacional de Perú, José del Solar, para poder debutar con su selección. Sin embargo, Vásquez declinó la oferta del seleccionador peruano para jugar en la tierra natal de sus padres, esperando la posible futura llamada de la selección sueca para representar a su selección de fútbol, aunque luego este declinó pero no fue llamado nunca más.

## Empleo
En Argentina, quien era más conocido por el perfeccionamiento de este movimiento era el jugador Claudio Borghi, quien interrogado sobre el motivo de porqué realizaba tal jugada expresó: «Porque no sabía pegarle con la otra pierna».
El futbolista chileno Matías Fernández, también solía centrar de rabona cada vez que se giraba y su pierna no le quedaba cómoda. Numerosas veces habilitó a sus compatriotas Humberto Suazo y Alexis Sánchez de esta forma durante la temporada 2006 en el club Colo-Colo de la Primera División de Chile.
Los neerlandeses Ruud Gullit y Marco van Basten así como también el liberiano George Weah solían usar este recurso futbolístico muy afianzado durante la década de 1980 debido a la masiva difusión del fútbol por las transmisiones televisivas.[cita requerida]
Otra rabona destacable es la del jugador cántabro del Racing de Santander; Iván Bolado que en la temporada 2007/08 marcó un gol de esta manera ante el RCD Español convirtiéndose en el primer jugador español en marcar un gol de rabona. Asimismo, otro jugador que usa esta técnica es el portugués Ricardo Quaresma, quien las ha realizado tanto en partidos de liga como en la UEFA Champions League en contra del club inglés Arsenal.
El 17 de diciembre de 2009 el argentino Ángel Di María convirtió un gol de rabona desde fuera del área tras gambetear a un defensor, en ese mismo partido (Benfica 2 vs. AEK 1) ya había convertido otro gol. El también jugador argentino Matías Urbano fue capaz de realizar dos goles de rabona en fechas consecutivas jugando por San Felipe en la Primera División de Chile, en un hecho inédito para el fútbol del país sudamericano. Incluso se habló de que era un hecho sin precedentes en el fútbol mundial.
El 18 de julio de 2015, Jonathan Calleri convirtió un gol de rabona en la victoria del Boca Juniors 2-1 frente Quilmes, convirtiéndose en uno de los mejores goles de los últimos años en el fútbol argentino.